# We Are the World
We Are the World (Ми — це світ) — благодійний сингл супергурту з 45 американських артистів USA for Africa (United Support of Artists for Africa). Пісня, яка закликає об'єднатися задля допомоги голодуючим Африки, була написана Майклом Джексоном і Лайонелом Річі та витримана у жанрах популярної музики та госпелу. Продюсерами проекту стали Джон Квінсі та Майкл Омартіан. Пісня увійшла до однойменного альбому.
«We Are the World» став першим мультиплатиновим та найшвидше продаваємим синглом в історії популярної музики США. Композиція очолювала багато чартів світу. Процес запису пісні в студії було зафільмовано на відеоплівку. Ці кадри згодом стали відеокліпом на пісню, світова прем'єра якого відбулася 11 березня 1985 року на телеканалі MTV.
10 червня 1985 року перший літак доставив гуманітарну допомогу до Ефіопії та Судану. До кінця 1987 року до благодійного фонду USA for Africa надійшли кошти у розмірі 91 млн. доларів, 54 з яких були отримані з продажу синглу.
25 років по тому, у 2010 році з ініціативи Квінсі Джонса та Лайонела Річі була випущена нова версія пісні у виконанні супергурту виконавців Artists for Haiti. Композиція отримала назву «We Are the World 25 for Haiti». Кошти з продажу синглу було спрямовано допомогу постраждалим від великого землетрусу на острові Гаїті.

## Учасники
| Диригент - Квінсі Джонс Солісти (у порядку появи) - Лайонел Річі - Стіві Вандер - Пол Саймон - Кенні Роджерс - James Ingram - Тіна Тернер - Біллі Джоел - Майкл Джексон - Даяна Росс - Діонн Ворвік - Віллі Нельсон - Ел Джерро - Брюс Спринстін - Кенні Логгінс - Стів Перрі - Daryl Hall - Huey Lewis - Сінді Лопер - Кім Карнс - Боб Ділан - Рей Чарлз | Хор (в алфавітному порядку) - Ден Екройд - Гаррі Белафонте - Ліндсі Бекінгем - Mario Cipollina - Johnny Colla - Sheila E. - Боб Гелдоф - Біл Гібсон - Chris Hayes - Sean Hopper - Джекі Джексон - Ла Тойя Джексон - Марлон Джексон - Ренді Джексон - Тіто Джексон - Вейлон Дженнінгс - Бетт Мідлер - Джон Оутс - Джеффрі Осборна - Anita Pointer - June Pointer - Ruth Pointer - Смокі Робінсон | Інструментальна група - Девід Пейч — синтезатор - Michael Boddicker — синтезатор - Paulinho da Costa — перкусія - Луїс Джонсон — бас - Майкл Omartian — клавішні - Грег Phillinganes — клавішні - Джон Робінсон — ударні |